# Chlor-Arsin-Kampfstoff
Chlor-Arsin-Kampfstoff (CLARK) gehört zu der Gruppe der Blaukreuzkampfstoffe.
- CLARK 1: Diphenylarsinchlorid
- CLARK 2: Diphenylarsincyanid
- CLARK 3: Diphenylaminarsincyanid

Die Stoffklassen wurden im Ersten Weltkrieg zu Waffen entwickelt und in Form von Gasgranaten zum Einsatz gebracht.
Bei Clark 1,2 und 3 handelt es sich um Maskenbrecher. Die damals vorhandenen Atemfilter in den Gasmasken boten keinen Schutz, die Kampfstoffe reizen die Atemwege und führen zum Erbrechen.